# Бинички, Стеван
Стеван Бинички (Мушалук, Госпич, 20 декабря, 1840 — Белград, 28 апреля 1903 г.) — австрийский офицер, который затем служил в сербской армии.

## Биография
В австрийской армии Бинички получил военно-инженерное образование. Проявил себя в войне 1866 года с Пруссией, во время битвы за Кёнигрец. В 1870 году Бинички стал инженером-лейтенантом сербской армии.
Командующий отрядом и бригадой во время Сербско-турецкой войны 1876—1877 годов. В бою при Андровце с двумя батальонами отбил атаку превосходящих сил турецкой армии. Во время боя при Кревете сделал контратаку на турок в районе Гребун-Руйник. 
В 1884 г. назначен адъютантом короля Милана.
Во время Сербско-болгарской войны 1885 года был командиром Шумадийской дивизии.